# レンフェ112系
レンフェ112系（スペイン語: Serie 112 de Renfe）は、スペインの高速鉄道の運営事業者であるレンフェ・オペラドーラの車両で、タルゴとボンバルディアによって製造された、102系の改良型である。

## 概要
レンフェ・オペラドーラは2002年にタルゴから高速鉄道車両である102系を16編成導入した。この契約は、同形ではあるが元の車両に対していくつかの変更が加えられた高速新線用の新車112系の30編成へと拡大された。TALGO350形の派生形である各編成は、中間客車12両とその前後の機関車各1両から構成される。1編成は1000kWのモーター8台を有し、IGBTインバーターで制御される。この車両は営業速度350km/hで設計されたが、認可された最高速度は330km/hである。現在のところ、スペインの地上側の信号保安システムの制約のために最高運転速度は300km/hにとどまっている。スペインの高速鉄道車両の中でもきわめて軽量で、出力重量比に優れているために、電力消費も少なく加速も速い。

## 102系との相違点
最大の違いは、いくつかの中間車の等級を振り替えたことによる、座席定員の49席の増加である。結果、ツーリスタクラス8両（292席＋障がい者用2席）とクルブクラス4両（71席）の構成となった。
他の相違は以下のとおり:
- 黒を強調した色相に変更された新しい座席デザイン
- すべての座席にヨーロッパ標準のコンセント設置
- 交通弱者に対する使いやすさの向上

## 営業運転
112系はスペインの新しい高速鉄道線（AVE）専用となる。既存の列車を置き換えるものではない。2010年末には営業運転が開始されるマドリードとバレンシアの間の高速新線に配置される。これらの最初の営業運転は、2010年5月19日のスペイン国王杯サッカーでのアトレティコ・マドリード対セビージャFCの決勝戦にあわせ、セビージャとバルセロナ間の高速線の特別列車で行われた。定期列車での最初の運転は次の日のバルセロナ - セビージャ間とバルセロナ - マラガ間であった。